# Conselho Nacional de Governo (Haiti)
O Conselho Nacional de Governo (em francês:  Conseil National de Gouvernement, CNG) foi o órgão governante do Haiti de 1986 a 1988. O conselho foi estabelecido pela primeira vez em 7 de fevereiro de 1986, como um governo provisório conjunto militar e civil após o exílio do presidente vitalício Jean-Claude Duvalier. O conselho consistiu em um presidente - o tenente-general Henri Namphy - e cinco membros: três militares e dois civis. Os membros militares foram os coronéis Williams Régala, Max Valles e Prosper Avril, enquanto os membros civis foram Gérard Gourgue e Alix Cinéas.
Gourgue resignou do conselho menos de dois meses após a sua formação, e o Coronel Valles, o Coronel Avril e a Cinéas foram obrigados a renunciar pouco depois. O primeiro Conselho Nacional foi oficialmente dissolvido em 20 de março de 1986. Durante sua curta existência, o conselho tomou duas ações importantes: dissolveu as forças armadas do presidente Duvalier, os Volontaires de la Sécurité Nationale, no dia 15 de fevereiro e restaurou a bandeira haitiana azul e vermelha em 17 de fevereiro.
Um segundo Conselho Nacional com três constituintes foi estabelecido em 21 de março de 1986, no dia seguinte à dissolução do primeiro conselho. Os dois homens restantes do primeiro conselho, Henri Namphy e Williams Régala, retomaram seus cargos como Presidente e Membro, respectivamente. Jacques A François juntou-se ao conselho como o segundo membro. Esta versão do Conselho Nacional governou até 7 de fevereiro de 1988, quando Leslie Manigat assumiu o cargo de Presidente do Haiti.